# Spada oscura
(Kanan Jarrus, Star Wars Rebels)
La spada oscura, o darksaber, è una sorta di spada laser, definita la più potente arma dell'universo di Guerre stellari, con il caratteristico colore nero della lama, ed essendo un simbolo leggendario dei mandaloriani, chi la brandisce è considerato il sovrano di Mandalore e del suo popolo.
Essa appare per la prima volta nella serie animata Star Wars: The Clone Wars, brandita da Pre Vizla, capo della "Ronda della morte", che ne descrive la storia prima del duello con il Maestro Jedi Obi Wan Kenobi: la spada venne portata via dal Tempio Jedi, durante la caduta della Vecchia Repubblica, dai mandaloriani.
La spada oscura torna in scena durante la terza stagione di Star Wars Rebels, nell'episodio La spada oscura, in mano a Fenn Rau, che racconta a Kanan Jarrus altri dettagli.

## Nel canone di Guerre stellari
La leggenda narra che fosse stata creata prima del 1019 BBY da Tarre Vizla, il primo mandaloriano Jedi. Dopo la sua morte, la spada fu custodita dai Jedi nel loro tempio come una reliquia.
Successivamente la casata Vizla se ne impossessò, utilizzandola per unificare il popolo mandaloriano e sconfiggere i nemici, governando su Mandalore, e diventò simbolo della famiglia, rispettato dagli altri clan. I mandaloriani sono un popolo legato alle tradizioni e al senso di potere e onore: la spada mantenne il prestigio dell'essere jedi e diventò simbolo di potere, ambito anche dai nemici.
Nel 21 BBY Pre Vizla, ultimo erede della casata, perde la spada combattendo contro Darth Maul, che diventa così sovrano di Mandalore e della Ronda della morte. Dopo le guerre dei cloni mette al sicuro la spada in una caverna su Dathomir; qui gli viene sottratta da Ezra Bridger e Sabine Wren.
Sabine è un membro del clan Wren, parte della casata Vizsla, potendo così brandire legittimamente la spada oscura, ma temporaneamente la dà, in un primo momento, in consegna a Kanan Jarrus, per poi farla propria. Tornata a casa della sua famiglia per riparare il rapporto con sua madre, il governatore imperiale Gar Saxon sottrae la spada a Sabine, che la riconquista in combattimento: Sabine e la sua famiglia, insieme a Fenn Rau, intraprendono così la loro missione di riconquistare Mandalore dall'Impero. Alla fine delle guerre civili su Mandalore, Sabine vuole donarla a quella persona che ritiene degna di riunificare il popolo mandaloriano, Bo-Katan Kryze, sorella dell'ultima duchessa di Mandalore Satine Kryze. Bo-Katan è inizialmente riluttante ad accettare questo compito, ma lo accetta, con il sostegno degli altri clan.
Con la Grande Purga, l'Impero razzia Mandalore e Bo-Katan perde il possesso della spada oscura.
Nel finale della prima stagione di The Mandalorian, ambientato nel 9 ABY, si scopre che la spada è in possesso del Moff Gideon, ex ufficiale dell'Impero decaduto; al termine della seconda stagione, il mandaloriano Din Djarin la riconquista battendo il Moff, e la offre a Bo-Katan, che però la rifiuta in quanto lei e Gideon sostengono che il suo valore sia onorato solo vincendola in combattimento. La spada compare nuovamente in mano al Mandaloriano, che sta ancora imparando a brandirla, nella serie The Book of Boba Fett.
Nella terza stagione di The Mandalorian, la spada compare nuovamente in mano al Mandaloriano, che ancora non sembra aver imparato a brandirla; Bo-Katan Kryze, accorsa a soccorrere Djarin su Mandalore, sembra tuttavia essere perfettamente in grado di brandirla quando la impugna per salvare Djarin tenuto prigioniero; in seguito il Mandaloriano consegna la spada a Bo-Katan in quanto ella, vincendo colui che lo aveva sopraffatto, ha acquisito il diritto di brandire l'arma: con essa Bo-Katan Kryze riacquista il rispetto e il comando delle truppe mandaloriane. L'arma venne poi distrutta da Moff Gideon durante lo scontro tra quest'ultimo e Bo-Katan su Mandalore.

## Caratteristiche
La spada oscura ha caratteristiche uniche tra tutte le spade laser nell'universo di Star Wars. Ha una lama piatta, dalla forma simile a una katana; emette un caratteristico ronzio. Anche il design dell'elsa si distingue, avendo una forma più rettangolare.
Il colore è diverso da qualsiasi altra spada, nero con un alone bianco brillante. Visivamente, la combinazione di colori invertiti, che sfrutta l'assenza di luce all'interno della lama, aggiunge anche un aspetto più intenso all'arma.

## Storia
La spada oscura è stata ideata per The Clone Wars sotto la guida di George Lucas, che ha pensato ad un'arma che sarebbe stata valida opponente di una normale spada laser.
In un episodio di Rebels Recon Dave Filoni ha spiegato che la spada era stata inizialmente pensata come una vibroblade (l'equivalente di una spada), ma Lucas disse che non sarebbe stata un'arma in grado di competere con le spade laser dei Jedi, quindi è stata pensata un'arma con un raggio nero.
Filoni ha dichiarato che il suo apporto è stato di introdurre che l'arma fosse stata creata su Mandalore e che fosse parte della tradizione mandaloriana, per darle un valore aggiunto.